# جون ميسيك
جون ديكاتور ميسيك (بالإنجليزية: John Decatur Messick) هو أكاديمي وإداري جامعي أمريكي، وُلِد في 14 نوفمبر 1897 وتوفي في 3 مارس 1993. شغل منصب رئيس جامعة إيست كارولينا (East Carolina University) من عام 1947 حتى 1959، وكان من أبرز الشخصيات في تطوير التعليم العالي في ولاية نورث كارولينا.

## التعليم
حصل ميسيك على درجة البكالوريوس من كلية إليزابيث سيتي، ثم نال درجة الدكتوراه من جامعة نيويورك.

## مسيرته الأكاديمية
قبل تعيينه رئيسًا لجامعة إيست كارولينا، عمل أستاذًا وإداريًا في مؤسسات تعليمية مختلفة. خلال فترة رئاسته للجامعة، أشرف على توسع كبير في الحرم الجامعي وزيادة عدد الطلاب والبرامج الأكاديمية، ما ساهم في تحويل المؤسسة من كلية صغيرة إلى جامعة إقليمية معترف بها.

## إرثه
يُذكر ميسيك بصفته أحد المعماريين الرئيسيين في نهضة التعليم الجامعي بولاية نورث كارولينا في منتصف القرن العشرين، وقد ترك أثرًا دائمًا في البنية الأكاديمية والإدارية للمؤسسة.